# Vitögd attila
Vitögd attila (Attila bolivianus) är en fågel i familjen tyranner inom ordningen tättingar.

## Utseende och läte
Vitögd attila är en storhövdad och satt tyrann med relativt kort stjärt och kraftig näbb. Den har varmt rödbrun fjäderdräkt, något gråare huvud och ljust öga. Sången består av en stigande serie visslingar, oftast avslutad med en lägre ton. Känslan är melankolisk, olikt gulgumpad attilas gladlynta tvåtonsserier.

## Utbredning och systematik
Vitögd attila delas in i två underarter:
- Attila bolivianus nattereri – förekommer från sydostligaste Colombia till nordöstra Peru och västra Amazonområdet i Brasilien
- Attila bolivianus bolivianus – förekommer i tropiska sydvästra Brasilien (Amazonas och Mato Grosso) och norra Bolivia

## Levnadssätt
Vitögd attila hittas i fuktiga regnskogar. Där ses den på medelhög höjd, ofta sittande upprätt. 

## Status och hot
Arten har ett stort utbredningsområde, men tros minska i antal, dock inte tillräckligt kraftigt för att den ska betraktas som hotad. Internationella naturvårdsunionen IUCN listar arten som livskraftig (LC).